# Giorgio Pellini
Giorgio Pellini (ur. 20 lipca 1923 w Livorno, zm. 14 czerwca 1986 tamże) – włoski florecista i szablista, trzykrotny wicemistrz olimpijski, wielokrotny medalista mistrzostw świata.
Na igrzyskach olimpijskich w Londynie w 1948 roku wspólnie z Edoardo Mangiarottim, Renzo Nostinim, Giuliano Nostinim, Manlio Di Rosą i Saverio Ragno był drugi drużynowo. Indywidualnie nie startował. Na rozgrywanych cztery lata później igrzyskach olimpijskich w Helsinkach zdobył dwa medale. Najpierw razem z Giancarlo Bergaminim, Antonio Spallino, Manlio Di Rosą, Edoardo Mangiarottim i Renzo Nostinim był drugi we florecie drużynowym. Parę dni później Włosi w składzie: Vincenzo Pinton, Renzo Nostini, Gastone Darè, Mauro Raccą, Roberto Ferrari i Giorgio Pellini zdobyli srebrny medal w szabli drużynowej. W rywalizacji indywidualnej ponownie nie startował.
Podczas mistrzostw świata w Lizbonie w 1947 roku razem z Giancarlo Bergaminim, Manlio Di Rosą, Giuliano Nostinim, Renzo Nostinim i Saverio Ragno zdobył srebrny medal we florecie drużynowym. W tej samej konkurencji zdobywał też złote medale na mistrzostwach świata w Kairze (1949) i mistrzostwach świata w Monte Carlo (1950) oraz kolejny srebrny na mistrzostwach świata w Sztokholmie (1951).
Wywalczył również srebrny medal w szabli indywidualnej na MŚ w Kairze (1949), plasując się tylko za Gastone Darè.
Zdobył srebro drużynowo podczas Igrzysk Śródziemnomorskich 1955.